# TERU
Teru（本名：小橋 照彥，1971年6月8日—），日本音樂家，搖滾樂團GLAY的主唱。北海道函館市出生，北海道函館商業高等學校畢業，身高169公分，外號「Tekko」。

## 人物
- 常說出一些很天真（天然）的發言，在歌迷當中流傳著許多TERU語錄。
- 家中有姊妹各一人。
- 運動神經相當出類拔萃，在演唱會上也常持著麥克風架作出類似撐竿跳的動作。
- 興趣是做料理，團員們以相當稱讚他的料理手藝。
- 現在的妻子為PUFFY的大貫亞美。與前妻生了兩個孩子，一男一女；與大貫亞美也育有一女。
- 小時候曾經被鳥（麻雀）攻擊過，所以很討厭鳥類（特別是小鳥）。BEAUTIFUL DREAMER的宣傳影片中有一幕要讓老鷹站在他手上，該畫面並非合成。拍完之後Teru還說了：「超可怕的！」
- 跟後輩視覺系樂團的交流深切，以SID的明希為首，都視TERU為「大哥」一般的存在。
- 2008年開始部落格「365の光り」。

## 經歷

### 小學～中學時代
- 從小學開始就是個運動少年（不過到現在還是不會游泳），國中時代是學校棒球隊隊員。很擅長畫畫，曾經得過「北海道繪畫大賽」中的道賞（北海道賞）。現在的繪圖工作主要是使用電腦來製作。公開過的作品有ＧＬＡＹ的影像產品『VIDEO GLAY4』跟『VIDEO GLAY 5』等的封面圖案。

### 高中時代
- 1987年夏天，被小學國中都同校的足球隊學長邀請：「要不要跟我們組團當鼓手？」，隨後就加入模仿聖飢魔II的樂團「花與新娘」。擔任鼓手，在校慶時上台表演。但是Teru家沒有鼓，所以他常在自己伯母開的小酒館用椅子代替鼓來做練習[1]。
- 1988年三月，受到小學同學的Takuro邀請，加入了GLAY開始樂團活動。最初是以鼓手的身份入團。有一天Takuro把一捲還沒錄進歌聲的DEMO帶忘在Teru家裡，Teru想，加入歌聲之後會比較好做之後的修正，所以就自己試唱並錄進了歌聲，Takuro聽過之後深覺這是「上天賜與的歌聲」而整個人驚訝到從床上跳起來[2]。之後就鼓吹Teru轉為主唱，自己再另尋鼓手；在找到新鼓手之前，Teru身兼二職，將麥克風垂吊在天花板上，邊打鼓邊唱歌[3]。同年7月GLAY初次正式登台表演。

Teru在姊姊的婚禮上跟Takuro兩人演奏了「ずっと2人で…」這件事也是在TERU高中時期發生的。

### 上京～地下樂團時代
- 到東京之後一面在赤羽的凸版印刷工作，一面持續著樂團活動；但發現正職跟樂團活動無法兩面兼顧，因此公司試用期一到就馬上辭職了。7月時搬到埼玉縣（起初搬到所澤，後來又搬到飯能）。之後就到處打工，繼續進行著樂團活動。

1993年結婚，育有兩子。

### 正式出道之後
- 1994年 
  - 5月25日 -以單曲『RAIN』正式出道。
- 1999年 
  - 12月6日 - 作為MEMBER PRODUCE歌迷會員限定演唱會的一環，在Zepp Tokyo舉辦了TERU製作「THE MEN WHO SOLD THE WORLD」的演唱會。演唱會限定只准男性參加，所以也被稱為「男人之夜」，之後在福岡跟大阪也舉辦過。
- 2000年 
  - 3月 – 與在1993年登記結婚的前妻離婚。
- 2001年 
  - 4月 – 支持以坂本龍一為中心舉辦的拆除地雷支援活動地雷ZERO，同時也參加了慈善歌曲的『ZERO LANDMINE』的演唱。
- 2002年 
  - 4月29日 – 與PUFFY的大貫亞美結婚。
  - 8月27日 – Teru製作・男性限定演唱會「BOYS ONLY NIGHT」在大阪BIGCAT舉行。第3次的男人之夜門票完售。此場演唱會的限定周邊商品是現代女浮世繪師ツバキアンナ與Teru合作的作品。
- 2005年　
  - 7月18日 – 在千葉港濱公園的圓形廣場野外舞台上，舉辦了自己的廣播節目十週年紀念「TERU ME NIGHT GLAY 10th ANNIVERSARY SPECIAL 〜Summer of 05〜」。
  - 參加了「刻不容緩的世界飢貧問題」的活動。
  - 以GLAY的身分參加了12月3日和12月4日舉辦的「White Band FES.」。
  - 受到好友山本シュウ的邀請，參加了REDIBBON 2005的活動。
  - 在Yahoo! JAPAN的特集與歌迷會會報上進行與歌迷的會談。
  - 12月21日 – 與HISASHI兩人以rally[4]的身分參加BUCK-TICK的20周年紀念致敬專輯「PARADE〜RESPECTIVE TRACKS OF BUCK-TICK〜」，錄製了「悪の華」。
- 2007年 
  - 7月1日開始連續兩年都演出公共廣告機構間的廣告，他所代言演出的廣告為該社團法人的廣告主題「愛滋」。
  - 10月14日 – 以演出嘉賓的身分參加了REDRIBBON所舉辦的慈善演唱會WEAR RED SHOES Vol.4。
  - 12月3日 – 與Takuro兩人一起出席RED RIBBON LIVE 2007。
  - 12月27日 - 12月7日於東京・目黑區，在駕駛途中與腳踏車擦撞（對方女生輕傷），以汽車駕駛過失傷害函送檢方偵辦。

## 作品

### 參加作品
- ZERO LANDMINE（2001年4月25日）
- 冬のエトランジェ（冬季異鄉人）（2004年12月8日）
收錄在MISIA的「SINGER FOR SINGER」（星星相惜）專輯中。參加了和音工作。
- Say something（2006年12月20日）
收錄在冰室京介「IN THE MOOD」專輯中。參加了和音工作。
- RED RIBBON Spiritual Song ～生まれ来る子供たちのために～（2007年11月28日）
世界杜絕愛滋計畫2007的慈善單曲。
- LOVE CLOVER（1998年4月8日）
中山美穂的單曲，由TAKURO主持製作，TERU參加了和音工作。

## 節目

### 廣播
- TERU ME NIGHT GLAY（BAY-FM）
2005年7月18日，在千葉港濱公園的圓形廣場野外舞台上，舉辦了自己的廣播節目十週年紀念「TERU ME NIGHT GLAY 10th ANNIVERSARY SPECIAL 〜Summer of 05〜」。公開錄音活動為招待制，由十二萬名的募集者中抽出一萬人參加活動。此外，也集合了就算只聽聲音也好，無論如何都想參加的五十人，共有一萬零五十人參加此次公開錄音活動，電台向金氏世界紀錄申請了「史上最大的廣播節目公開錄音活動」。

## 外部連結
- BAYFM78  （日語）
- BLOG - TERU ME NIGHT （日語）
- BLOG - 365の光り （日語）

## 備註
1. ↑  Takuro說，加入了GLAY和Takuro開始樂團活動之後，Teru的父母就在TERU的房間加裝隔音設備，讓他們能夠盡情地練習。
2. ↑  Takuro的人生裡，讓他大吃一驚從床上跳起來的經驗只有兩次；一次是聽到Teru的歌聲，另外一次是初次聽到搖滾樂團BOØWY的『B・BLUE』的時候。
3. ↑  只是，Teru本人好像無法理解TAKURO所受到的衝擊。所以大概兩個月之後，他帶了一個想當主唱的學長來團裡，而他自己想要回去打鼓。
4. ↑  由GLAY的TERU（主唱）和HISASHI（吉他手），以及與Radio Caroline的ウエノコウジ（貝斯手）與THE MAD CAPSULE MARKETS的MOTOKATSU MIYAGAMI（鼓手）四人所組成的樂團。